# Naturschutzgebiet Sandberg (Hilden)
Das 9 ha große Naturschutzgebiet Sandberg mit der Kennung ME-035 liegt östlich der Stadt Hilden im Kreis Mettmann. Es grenzt im Süden an das 8 ha große Naturschutzgebiet Hildener Heide, südlich Sandberg (ME-028) und südwestlich an das 36 ha große Naturschutzgebiet Hildener Heide, Schönholz (ME-003). Auf der Ostseite wird es von Wohnsiedlungsbereichen der Städte Haan und Solingen begrenzt. Nordwestlich schließt sich der Hildener Stadtwald an, der ebenfalls teilweise unter Naturschutz steht.

## Beschreibung
Das NSG Sandberg ist eine Kuppe, deren Hänge mit ausgedehnten Besenheide-Beständen bewachsen sind. In ihrer Ausdehnung und Ausprägung sind diese Bestände einzigartig im Kreis Mettmann. Die Kuppe selbst ist aufgrund starker Trittbelastung fast vegetationsfrei, nur an den geringer frequentierten Rändern wachsen Arten, die für Sandtrockenrasen typisch sind.
Am Nordrand des NSG ist die Verbuschung bereits weit fortgeschritten. Neben ausgedehnten Brombeer- und Faulbaumgebüschen sind auch ältere Baumbestände – überwiegend mit Stieleiche, Sandbirke und Eberesche – vorhanden.
Der südliche Rand des NSG wird von einem geschlossenen Birken-Eichenwald gebildet, der am äußersten Rand in Buchenwald übergeht.
Im Ostteil des Waldes dominiert die Sandbirke, während im Westteil die Stieleiche stärker vertreten ist. Der Unterwuchs ist zumeist nur spärlich und artenarm.

## Schutzziele
Hauptentwicklungsziel ist die Freistellung des Sandbergs durch Entbuschung und Entnahme von Einzelbäumen sowie Beweidung durch eine Hüteschafherde. Maßnahmen zur Besucherlenkung sollen die starken Trittschäden begrenzen.

## Bedeutung
Der Sandberg ist eine von mehreren NSG-Teilflächen im Hildener Stadtwald zwischen Hilden und Haan mit Moor- und Bruchwäldern, feuchten Eichen- und Birkenwäldern, naturnahen Sandbächen, Feuchtheiderelikten und Trockenheide sowie Feuchtwiesen. Es bildet mit der Ohligser Heide und dem Further Moor einen Biotopverbund auf der Bergischen Heideterrasse, die sich bis zur Wahner Heide erstreckt. Daher gehört das FFH-Gebiet zum natura-2000 Biotopnetz.

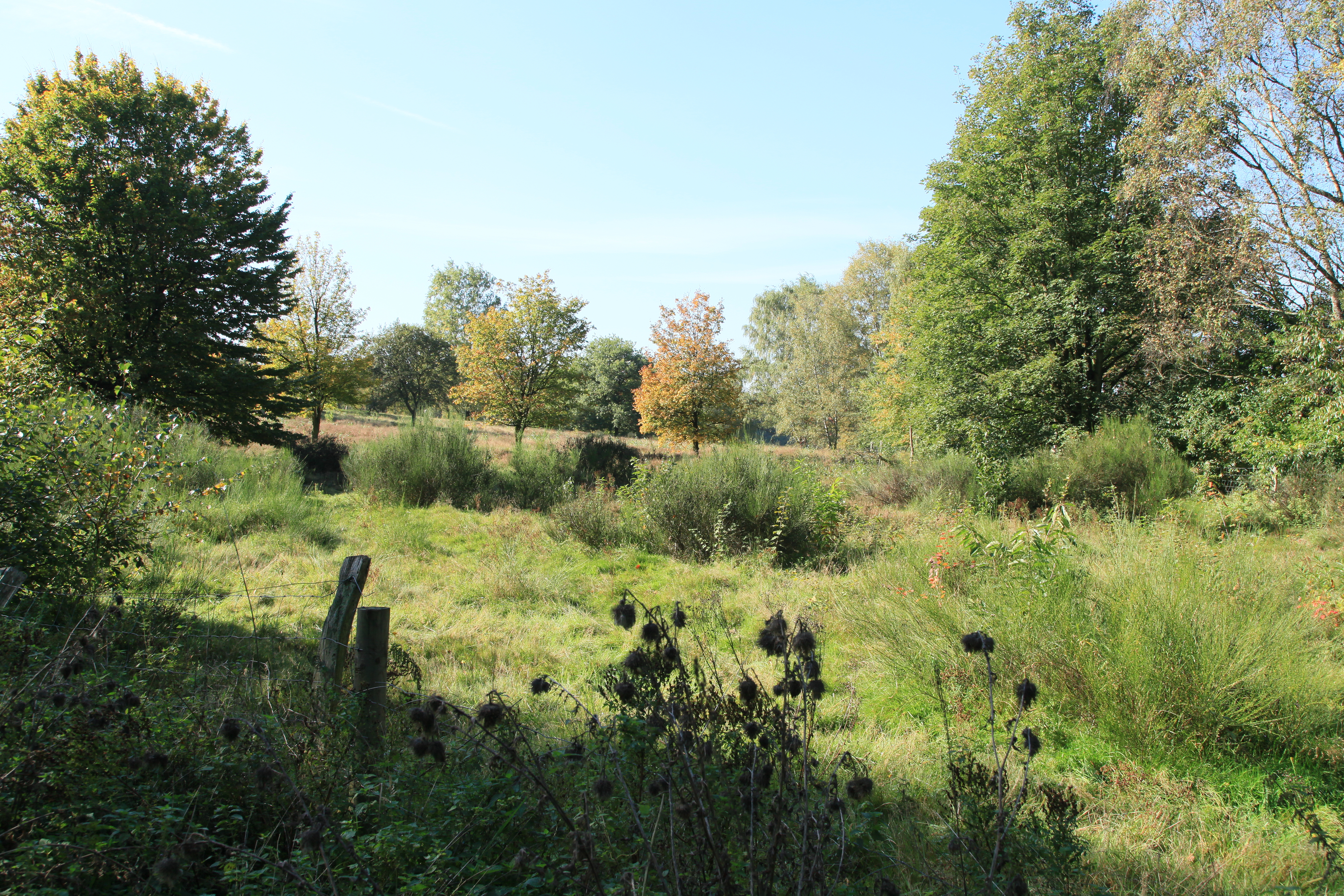
Besenginster / Besenheide am Sandberg
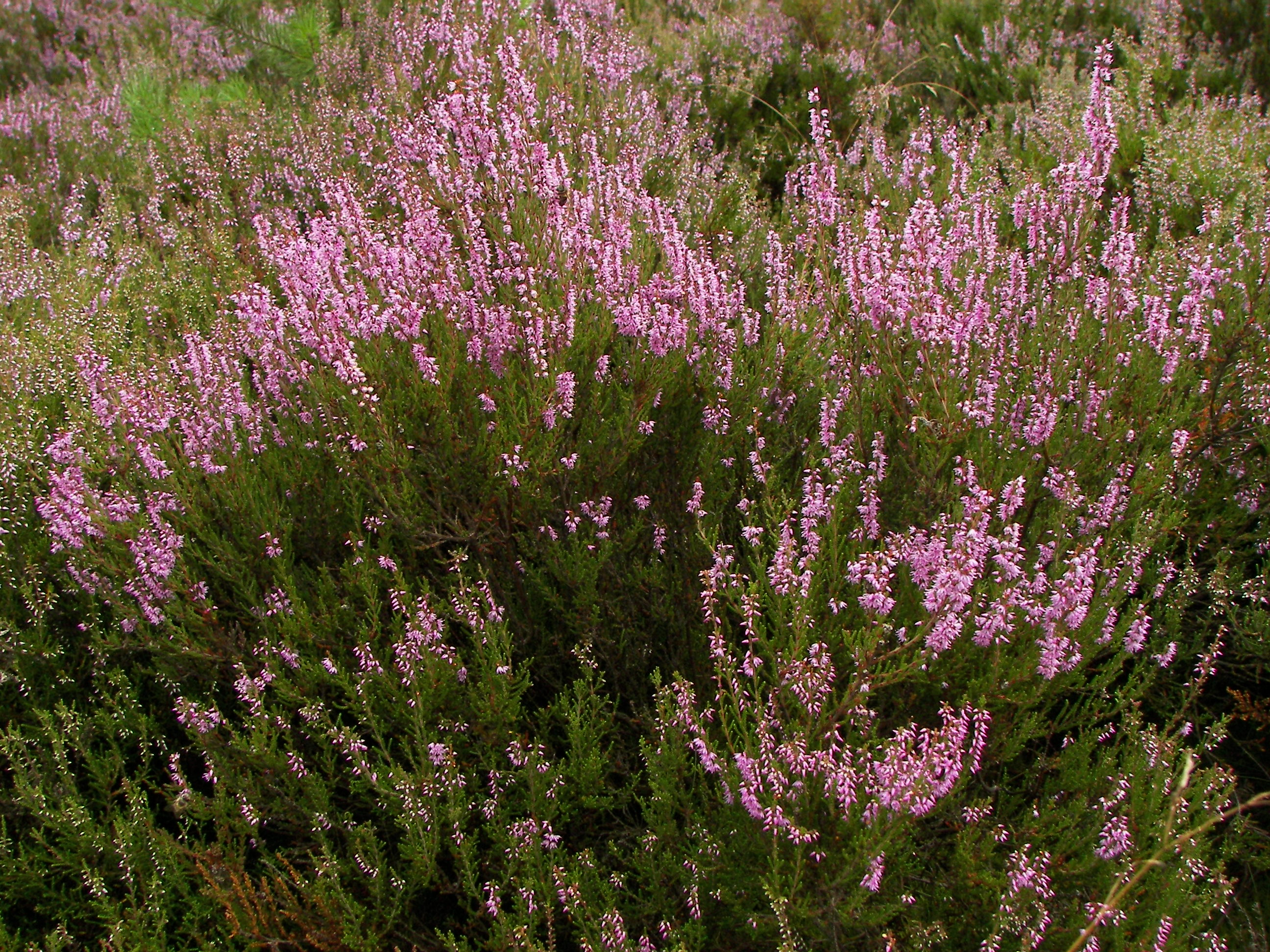
Besenheide (Calluna vulgaris)
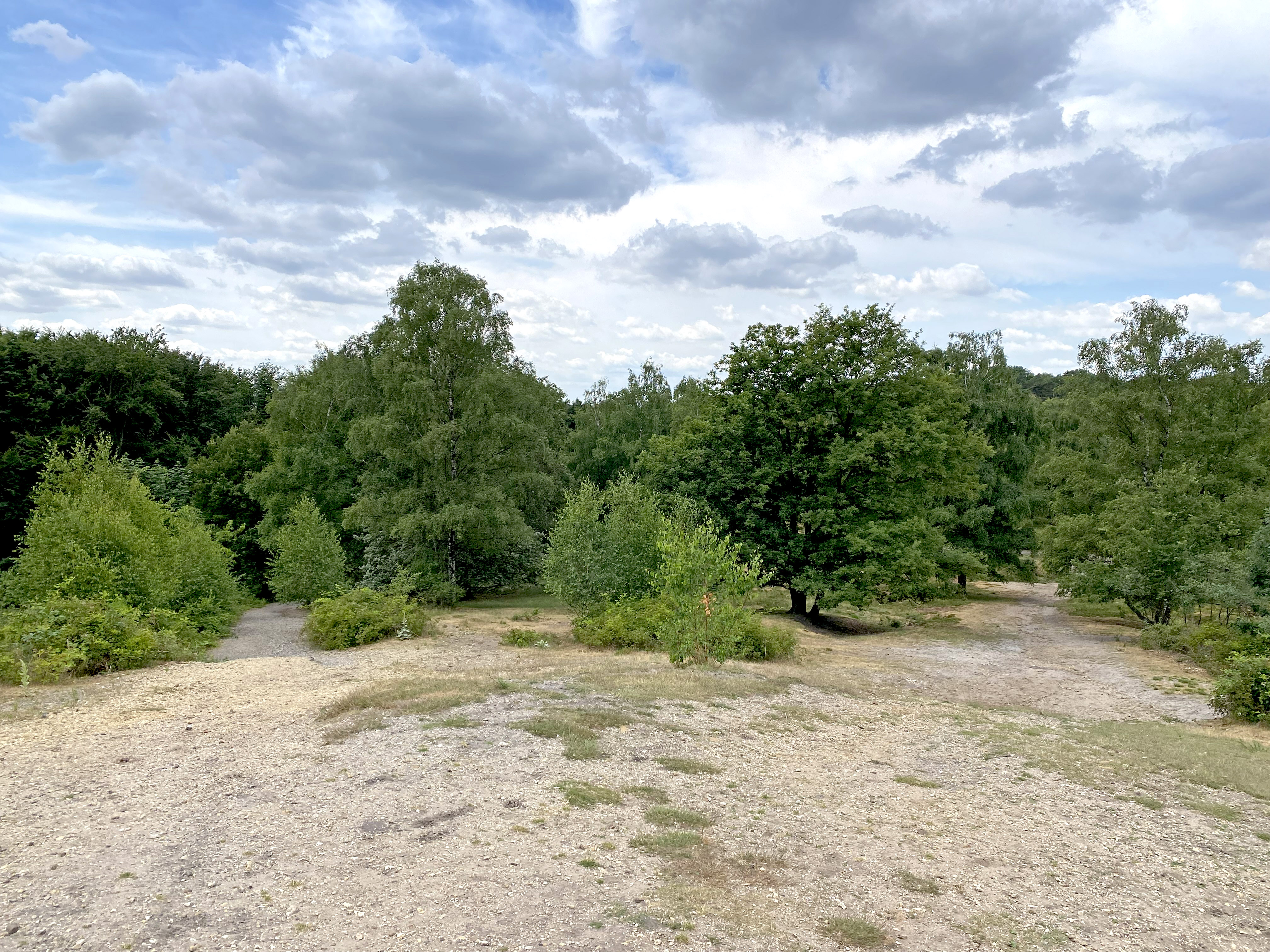
Westhang des Sandbergs
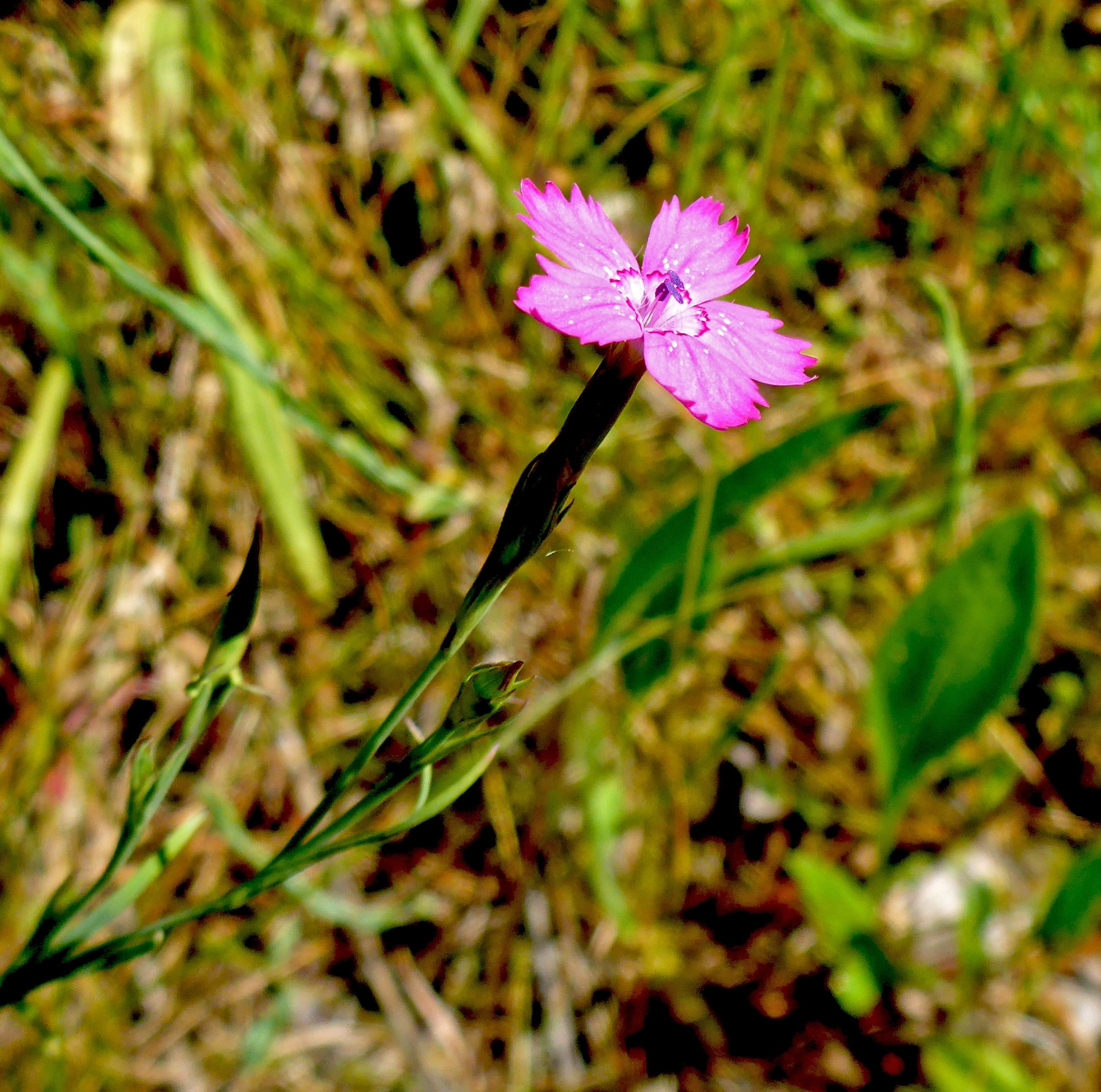
Die Heide-Nelke (Dianthus deltoides) ist auf dem Sandberg heimisch
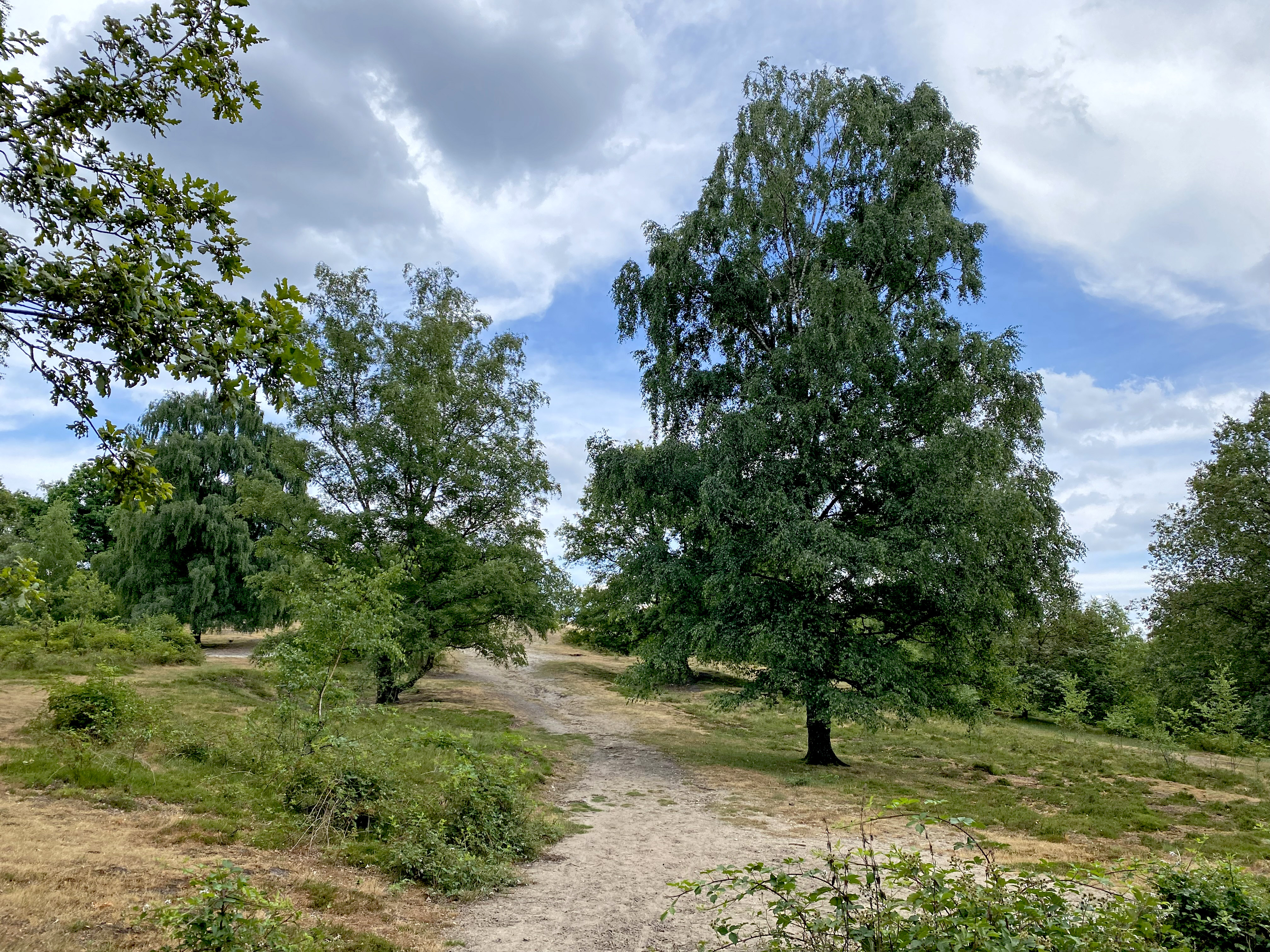
NSG Sandberg
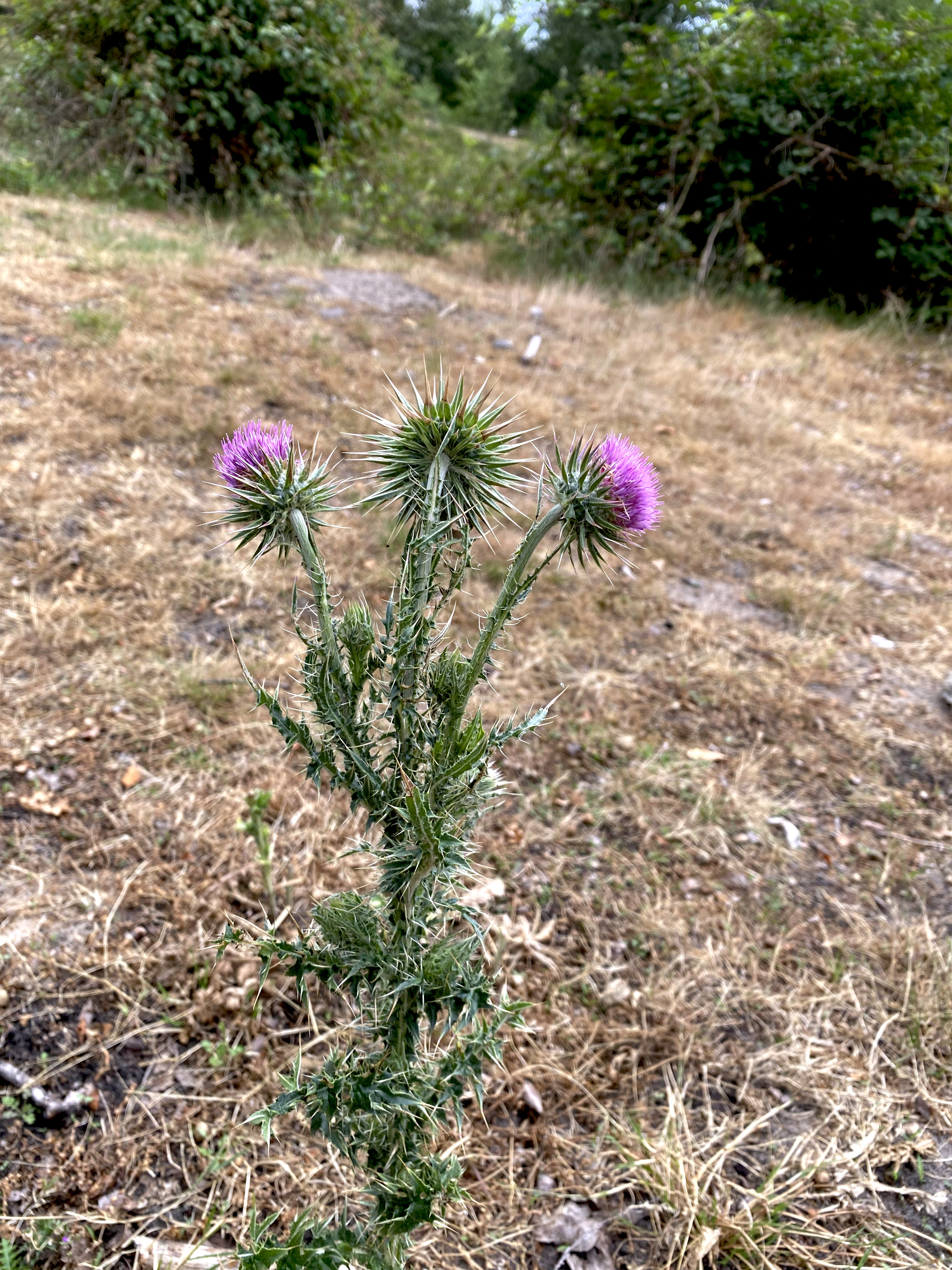
Nickende Distel (Carduus nutans) trotzt der Trockenheit am Nordhang
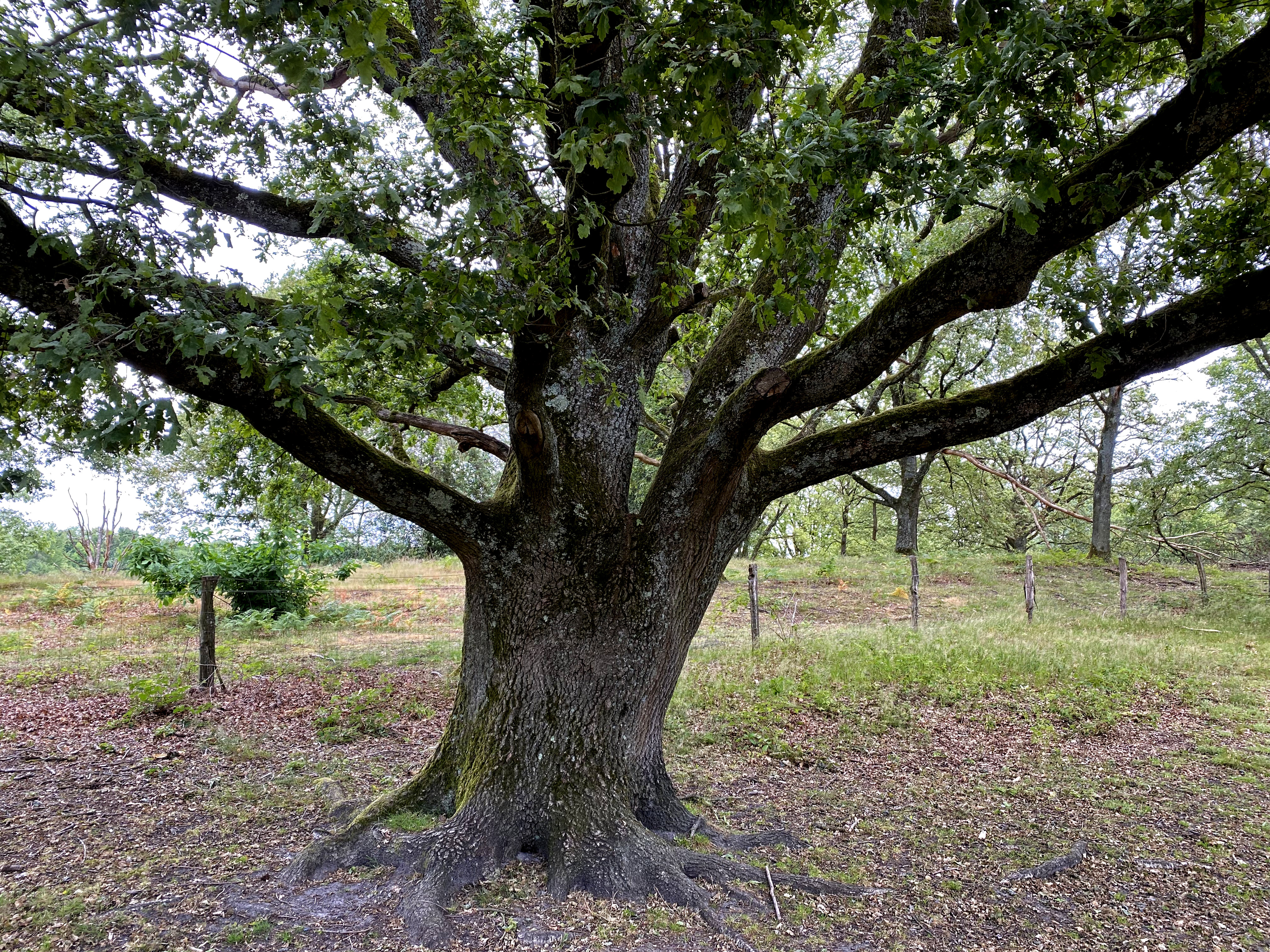
Alte Stieleiche auf der Nordseite
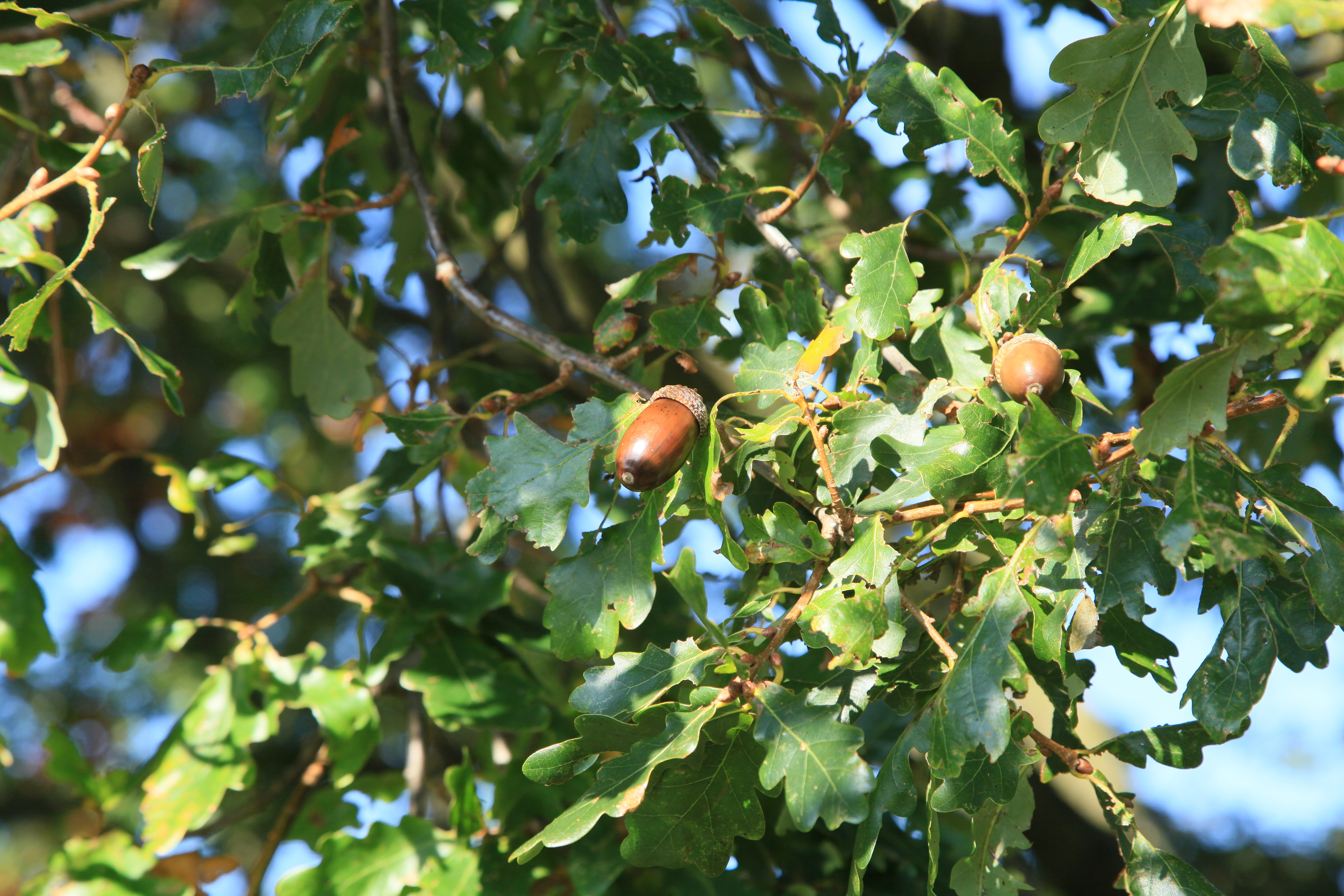
Früchte der Stieleiche
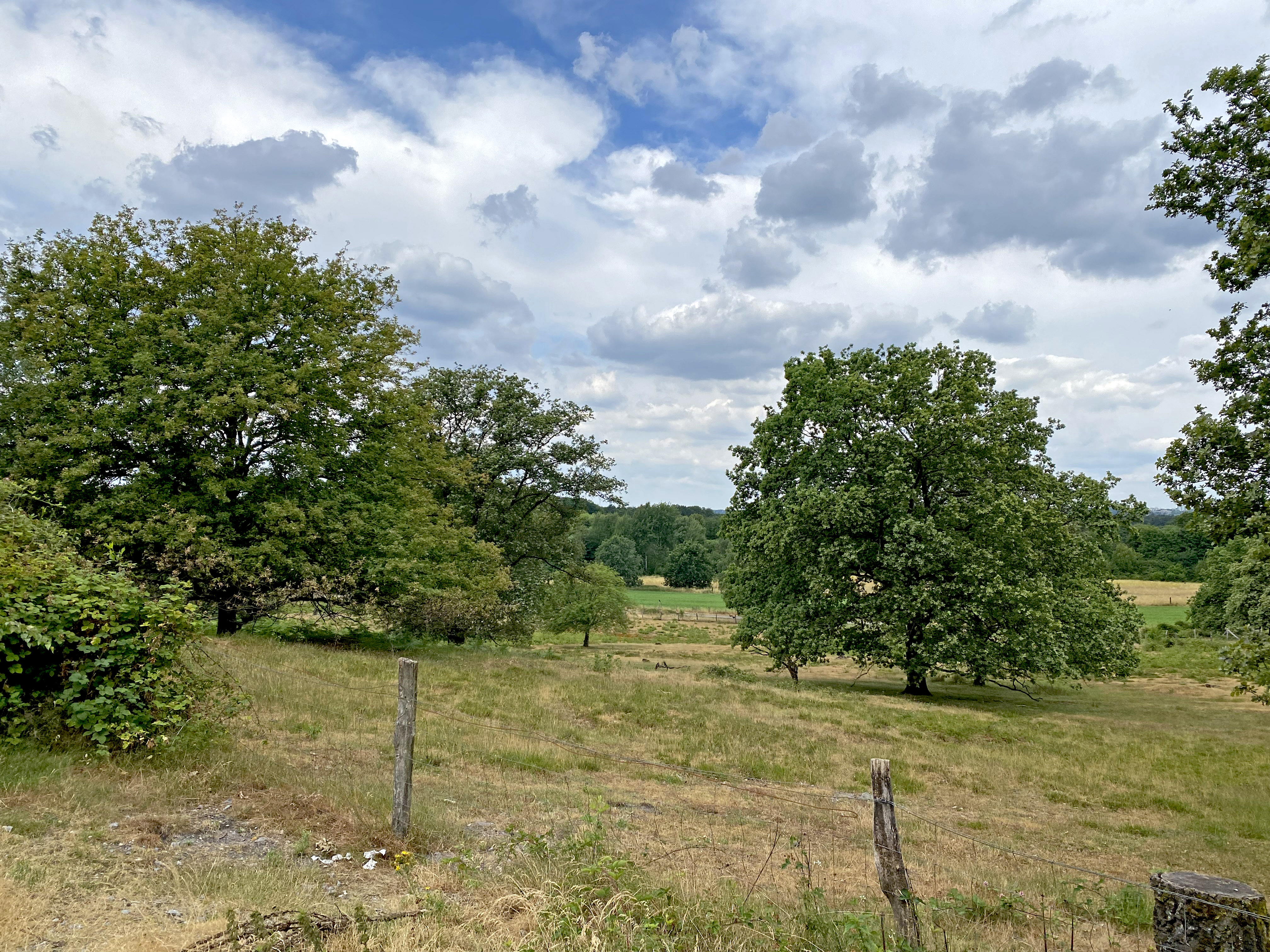
Alte Einzelbäume prägen die Nordseite
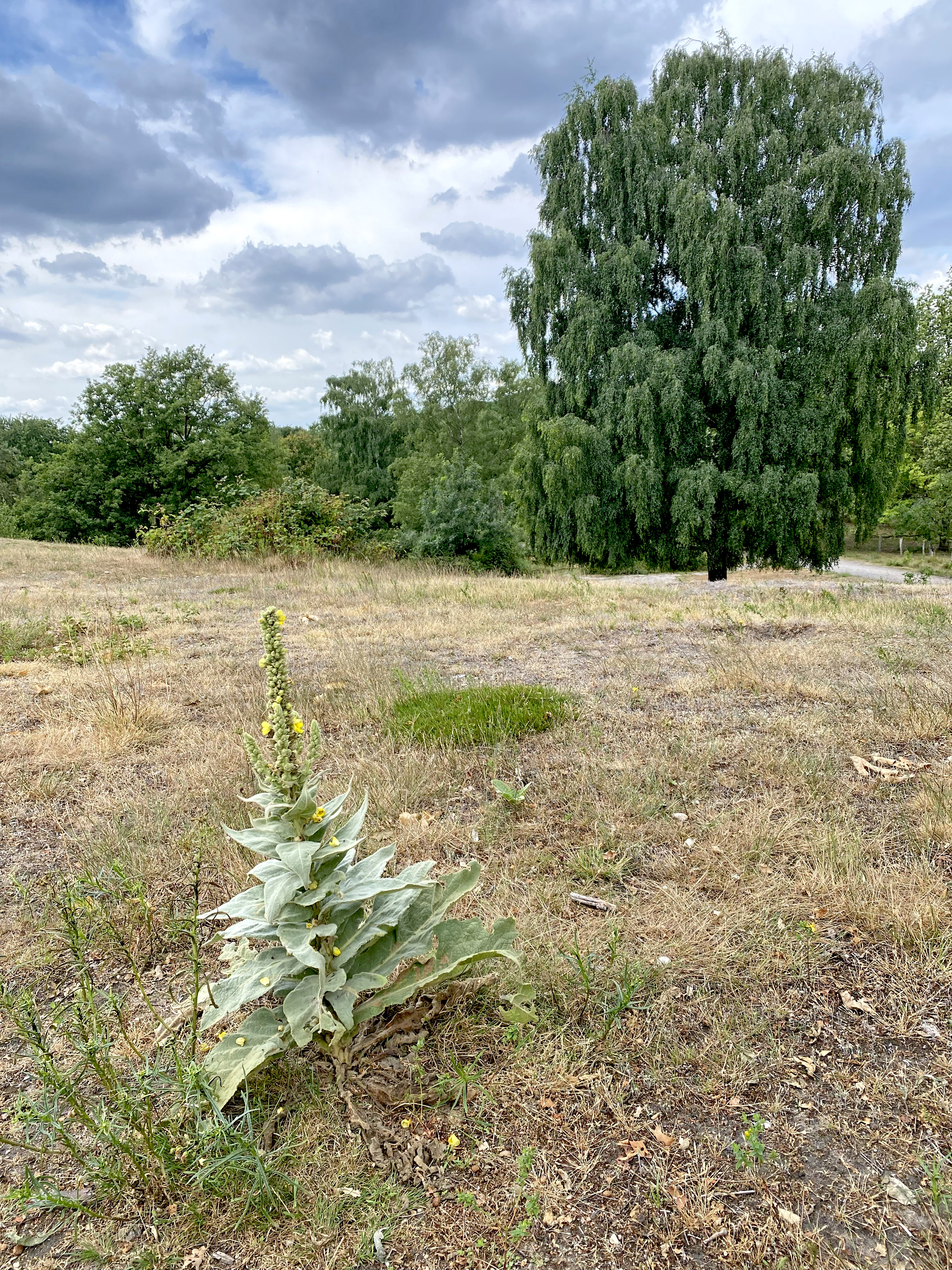
Trockenrasen-Vegetation mit Kleinblütiger Königskerze auf dem Sandberg
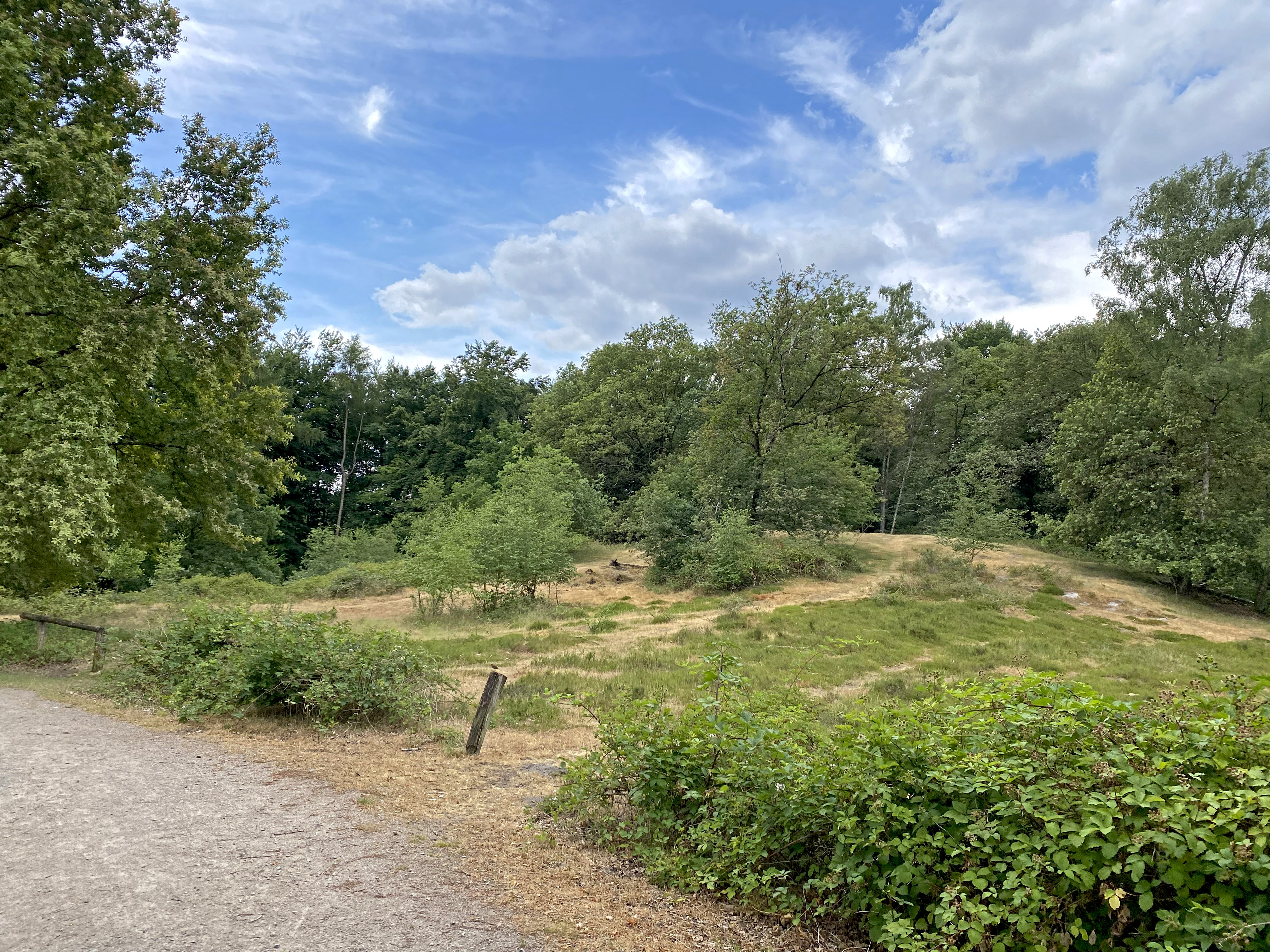
Die Süd- und Westseite des Sandberges sind von Wald gesäumt